# Yong Jun-hyung
Đây là một tên người Triều Tiên, họ là Yong.
Yong Jun-hyung (Hangul: 용준형; sinh ngày 19 tháng 12 năm 1989), thường được biết đến như Junhyung, là một nam ca sĩ, nhạc sĩ, rapper, nhà sản xuất âm nhạc và diễn viên người Hàn Quốc. Anh là cựu thành viên của nhóm nhạc nam Hàn Quốc Highlight (trước đây gọi là Beast) từ năm 2009 đến năm 2019, khi anh rời nhóm sau khi thừa nhận xem video bất hợp pháp. Cảnh sát đã tuyên bố rằng anh chỉ được coi là nhân chứng vào thời điểm này trong vụ bê bối Burning Sun.

## Tiểu sử
Yong Jun-hyung sinh ra tại Seoul, Hàn Quốc. Tên khai sinh là Yong Jae-soon (Hangul: 용재순), anh đã đổi tên vào năm lớp 6. Anh đã từng là một thành viên của nhóm nhạc Xing cùng với Kevin của U-KISS và được biết đến như Poppin 'Dragon khi anh được thúc đẩy với họ. Anh đã từng hợp tác với nhiều nghệ khác nhau trong single khác nhau như Hyuna với "Change" và G.NA với "I'll Back Off So You Can Live Better", Young Jee với "Crazy, that's what love is", Navi với "Go Again", Wheesung với "Words That Freeze My Hear", Park Shin Hye với "My Dear", "8Dayz" với Megan Lee,...

## Sự nghiệp

### Hoạt động solo
Junhyung xuất hiện trong MV của AJ (Lee Kikwang) "눈물을 닦고" ("Wipe the Tears") như là một rapper cùng với Yoon Dujun. Cùng với người bạn cùng nhóm là Yang Yoseob, cùng với MC kiêm diễn viên hài Lee Hyukjae, Moon Heejun (thành viên cũ của nhóm nhạc H.O.T) và Kim Sook, họ đã chào đón những du khách Nhật Bản trong chiến dịch "Visit Seoul 2010", nơi mà những người nổi tiếng của Hàn Quốc và những du khách Nhật Bản có thể khám phá nét đẹp của Seoul trên chương trình "Star Guide Doshiraku" do đài MBC phát sóng. Chương trình nhằm nâng cao sự nhận thức của mọi người về những địa danh của Seoul cũng như nét đẹp văn hóa của thủ đô Đại Hàn.
Junhyung góp giọng cũng như xuất hiện trong bài hát chủ đề "I'll Back Off So You Can Live Better" của nữ ca sĩ solo G.NA. (Trong MV, sự xuất hiện của Junhyung còn thể hiện mặt ngược lại đối với sự xuất hiện của Doojoon). Ngoài ra, anh còn thể hiện giọng rap của mình trong  "Faddy Robot Foundation" cùng với Hyuna, Outsider, Verbal Jint, Mighty Mouth Ssangchu, Vasco và Zico (Block B); đồng thời, số tiền thu được từ album này sẽ được trao cho các quỹ từ thiện. Bài hát "Let's Go" được sáng tác bởi Shinsadong Tiger, Lim Sanghyuk, Eddie, và Junhyung đã được sự dụng trong chiến dịch kêu gọi công dân Đại Hàn tham gia vào các hoạt động chung để kỷ niệm Seoul Summit Asia Bridge Contents.
Vào ngày 23 tháng 10 năm 2010 Young Lee cho ra mắt bài hát solo mang tên "Crazy, That's What Love Is" và cùng với sự góp giọng bởi Junhyung và lời rap trong bài hát do chính anh sáng tác. Ngày 14 tháng 3, Wheesung cho ra bài hát "Heart Arching Story" kèm theo giọng rap của Junhyung. Anh đã xuất hiện trong MV "Close Your Mouth" của bộ đôi M&D, cùng với đó là Hongki & Jonghoon (FT. Island), Simon D và Jia, và bài hát đã được ra mắt vào ngày 22 tháng 6. Anh cũng đã thể hiện tài năng rap của mình trong "A Bitter Day" cùng với Hyuna, "Be Quiet" của Kim Wansun, và "Don't Act Countrified" của ALi.
Junhyung ra mắt ca khúc solo đầu tiên với tựa đề "너 없이 사는 것도 (Living Without You)" vào ngày 3 tháng 2 năm 2012. Bài hát được viết theo phong cách hip-hop, và được sản xuất bởi Junhyung và người bạn thời cao trung của mình, Kim Taejoo. Bài hát là một câu chuyện kể về người đàn ông vượt qua nỗi đau bởi sự phản bội do cô gái mà anh đã từng yêu gây ra. Bài hát "이럴 줄 알았어 (I Knew It)" và "너 없이 사는 것도 (Living Without You)" có sự liên kết với nhau. "Living Without You" chính là phụ chương cho câu chuyện trước. Junhyung cũng đã sản xuất EP đầu tiên của Yang Yoseob, "First Collage", và cũng đã được ra mắt vào ngày 21 tháng 11.
Nhà sản xuất Brave Brother đã tạo ra một nhóm nhỏ dự án có tên 'Absurd', cùng với Junhyung, LE của EXID và FeelDog đến từ Big Star. Brave Brother cho ra MV teaser phiên bản Junhyung vào ngày 17 tháng 2 năm 2013, sau đấy tung hình ảnh quảng bá vào 21 tháng 2. Trong năm 2013, vị trí sản xuất bài hát đã được "nhường sân" cho bộ đôi Junhyung và Taejoo cùng với full album thứ hai của BEAST, Hard to Love, How to Love. Anh cũng đã xuất hiện trên bộ phim truyền hình được sản xuất bởi đài Mnet, Monstar. Anh chính thức ra mắt mini album solo đầu tiên mang tên "Flower" vào ngày 13/12/2013 và nhận được nhiều phản hồi tích cực từ cộng đồng fan Hàn và thế giới. Bài hát chủ đề cùng tên "Flower" đã chạm nóc các bảng xếp hạng, kèm theo đó là những bài hát b-side trong album như "Caffeine (Piano Version)" cùng với sự góp giọng của Yoseob và "Anything" với sự giúp sức của G.NA.

## Dánh sách đĩa nhạc

### Đĩa đơn
| Năm  | Ca khúc                                  | Vị trí cao nhất KOR | Album               |
| ---- | ---------------------------------------- | ------------------- | ------------------- |
| 2012 | "너 없이 사는 것도 (Living Without You)" | 8                   | Đĩa đơn kỹ thuật số |
| 2013 | "Flower"                                 | 23                  | Flower              |
| 2016 | "After this moment"                      | 35                  | Đĩa đơn kỹ thuật số |
| 2018 | "Sudden Shower"                          | 1                   |                     |

### Đĩa mở rộng
| #   | Ca khúc | Ngày phát hành       |
| --- | ------- | -------------------- |
| 1st | Flower  | 13 tháng 12 năm 2013 |

### Tư cách khách mời
| Năm  | Ngày  | Ca khúc                                               | Ca sĩ                                                                     | Album                                                    |
| ---- | ----- | ----------------------------------------------------- | ------------------------------------------------------------------------- | -------------------------------------------------------- |
| 2010 |       | “Thank to”                                            | Yang Yoseob feat. Yong Junhyung                                           | Thank YOU                                                |
| 2010 | 01.04 | “Change”                                              | HyunA feat. Yong Junhyung                                                 | Change                                                   |
| 2010 | 07.14 | “꺼져 줄게 잘 살아” (“I’ll Back Off So You Can Live”) | G.NA feat. Yong Junhyung                                                  | Draw G's First Breath                                    |
| 2010 | 09.17 | “Faddy Robot”                                         | Vasco, Verbal Jint, Sangchu, Outsider, Yong Junhyung, Joosuc, HyunA, Zico | Faddy Robot Foundation                                   |
| 2010 | 11.23 | “미쳐야 사랑이지” (“It’s Love If You’re Crazy”)       | Young Jee feat. Yong Junhyung                                             | 미쳐야 사랑이지 (Digital Single)”                        |
| 2010 | 12.13 | “미쳐야 사랑이지” (“It’s Love If You’re Crazy”)       | Young Jee feat. Gummy và Yong Junhyung                                    | Young Jee 1st Mini Album (EP)”                           |
| 2011 | 01.19 | “다시 돌아가” (“Go Back Again”)                       | Navi feat. Yong Junhyung                                                  | Hello                                                    |
| 2011 | 03.15 | “가슴 시린 이야기” (“The Heartbreaking Story”)        | Wheesung feat. Yong Junhyung                                              | 가슴 시린 이야기                                         |
| 2011 | 04.24 | “What I See”                                          | Prepix feat. Yong Junhyung, Beenzino, và Esna                             | What I See                                               |
| 2011 | 04.29 | “안을까 말까” (“Should I Hug or Not”)                 | Của BEAST (Yoon Doo Joon, Yong Junhyung, & Lee Gi-kwang)                  | SUPER MARKET – the Half (Shinsadong Tiger Project Album) |
| 2011 | 06.22 | “Silly Boy”                                           | 015B feat. 4minute và Yong Junhyung                                       | 015B 20th Century Boy                                    |
| 2011 | 06.30 | “A Bitter Day”                                        | HyunA feat. Yong Junhyung và G.NA                                         | Bubble Pop!                                              |
| 2011 | 10.25 | “Be Quiet”                                            | Kim Wan-sun feat. Yong Junhyung                                           | Be Quiet                                                 |
| 2011 | 12.13 | “촌스럽게 굴지마” (“Don’t Act Foolish”)               | ALi feat. Yong Junhyung                                                   | Soul-Ri: 영혼이 있는 마을 (A Town With Soul)             |
| 2012 | 05.09 | “하늘 높이” (“Up in the Sky”)                         | A Pink feat. Joker                                                        | Une Année                                                |
| 2012 | 05.17 | “Good Boy”                                            | Baek Ji Young feat. Yong Junyhyung                                        | GOOD BOY                                                 |
| 2012 | 08.08 | “미워요” (“Hate You”)                                 | Eru feat. Yong Junhyung                                                   | Feel Brand New Part 2                                    |
| 2012 | 11.15 | “She’s Bad”                                           | Natthew feat. Yong Junhyung                                               | She’s Bad                                                |
| 2012 | 11.26 | “카페인 “ (“Caffeine”)                                | Yang Yoseob feat. Yong Junhyung                                           | The First Collage                                        |
| 2013 | 02.21 | "어이없네" ("You Got Some Nerve")                     | Yong Junhyung, FeelDog & LE                                               | 어이없네                                                 |
| 2013 | 04.26 | “유리 심장 “ (“Glass Heart”)                          | LYn feat. Yong Junhyung                                                   | 8th Album                                                |
| 2013 | 10.29 | “Don’t Walk Away”                                     | Kim Jaejoong feat. Yong Junhyung                                          | WWW (Jaejoong album)                                     |
| 2014 | 05.15 | "8dayz"                                               | Megan Lee feat. Yong Junhyung                                             | Megan The First Single 8dayz                             |
| 2014 | 06.11 | "My Dear"                                             | Park Shin-hye feat. Yong Junhyung                                         | My Dear (부제: 꽃)                                       |
| 2015 | 04.14 | "Don't Come Back"                                     | Heize feat. Yong Junhyung                                                 | And July                                                 |
| 2015 | 04.26 | "Don't You Worry"                                     | Davii feat. Yong Junhyung                                                 | After This Moment                                        |

## Điện ảnh

### Chương trình thực tế
| Năm  | Tiêu đề                               | Loại                   | Vai trò           |
| ---- | ------------------------------------- | ---------------------- | ----------------- |
| 2009 | MTV B2ST                              | TV Documentary (MTV)   | Chính anh         |
| 2010 | MTV Beast Almighty                    | TV Show (MTV)          | Chính anh         |
| 2010 | Idol Maid                             | TV Show (MBC)          | Chính anh         |
| 2010 | SHIN PD Variety Show                  | TV Show (SBS)          | Chính anh         |
| 2011 | Exciting Cube TV                      | TV Show (MNET Japan)   | Chính anh         |
| 2012 | Salamander Guru and The Shadows       | TV Series (SBS)        | Joker (khách mời) |
| 2012 | Win Win                               | TV Show (KBS2)         | Chính anh         |
| 2012 | Invincible Youth 2 Ep.37              | TV Show (KBS2)         | Chính anh         |
| 2012 | Weekly Idol                           | TV Show (MBC)          | Chính anh         |
| 2013 | Monstar                               | TV Series (MNET Korea) | Yoon Seol-chan    |
| 2013 | Weekly Idol                           | TV Show (MBC)          | Chính anh         |
| 2013 | Hello Counsellor                      | TV Show (KBS)          | Chính anh         |
| 2014 | Burning The Beast - BEAST's Showtime  | TV Variety Show (MBC)  | Chính anh         |
| 2014 | Weekly Idol                           | TV Show (MBC)          | Chính anh         |
| 2014 | Hello Counsellor                      | TV Show (KBS)          | Chính anh         |
| 2015 | Weekly Idol                           | TV Show (MBC)          | Chính anh         |
| 2015 | Good Life                             |                        | Chính anh         |
| 2016 | Weekly Idol                           | TV Show (MBC)          | Chính anh         |
| 2016 | Hitmaker Season 3                     | TV Show (MBC)          | Nhà soạn nhạc     |
| 2017 | Around the world travel package Ep.29 | TV Show (JTBC)         | Chính anh         |
| 2017 | Dangerous outside the blanket         | TV Show                | Chính anh         |
| 2017 | I can see your voice Season 4 Ep.10   | TV Show (Mnet)         | Chính anh         |

### Music Video
| Năm  | Tiêu đề album                | Bài hát                                | Độ dài                              | Ca sĩ                         |
| ---- | ---------------------------- | -------------------------------------- | ----------------------------------- | ----------------------------- |
| 2010 | Draw G's First Breath        | "I'll Back Off So You Can Live Better" | 03:31                               | G.NA feat. Jun Hyung          |
| 2010 | Change                       | "Change"                               | 03:48                               | HyunA feat. Jun Hyung         |
| 2011 | Be Quiet                     | "Be Quiet"                             | 03:15                               | Kim Wan-sun feat. Jun Hyung   |
| 2011 | First Story                  | "Hello"                                | 03:48                               | Huh Gak                       |
| 2012 | Good Boy                     | "Good Boy"                             | 03:45                               | Baek Ji Young feat. Jun Hyung |
| 2012 | Feel Brand New Part 2        | "I Hate You"                           | 03:55                               | Eru feat. Jun Hyung           |
| 2012 | New Natthew Project          | "She's Bad"                            | 03:58                               | Natthew feat. Jun Hyung       |
| 2012 | The First Collage            | "Caffeine"                             | 03:37                               | Yang Yo-seob feat. Jun Hyung  |
| 2012 | Feel Brand New Part 2        | "I Hate You"                           | 08:08                               | Eru                           |
| 2013 | 어이없네                     | "어이없네" ("You Got Some Nerve")      | 03:38                               | Jun Hyung & FeelDog & LE      |
| 2014 | Megan The First Single 8dayz | "8dayz"                                | 03:32 (tiếng Hàn) 03:20 (tiếng Anh) | Junhyung và Megan Lee         |

## Giải thưởng và đề cử
| Năm  | Giải thưởng                 | Thể loại                           | Đề cử   | Kết quả   |
| ---- | --------------------------- | ---------------------------------- | ------- | --------- |
| 2013 | 7th Mnet 20's Choice Awards | 20's Hot Cover Music - "Past Days" | Monstar | Đề cử     |
| 2013 | 7th Mnet 20's Choice Awards | 20's Booming Star - Male           | Monstar | Đề cử     |
| 2013 | 6th Korea Drama Awards      | Cặp đôi xuất sắc với Ha Yeon-soo   | Monstar | Đề cử     |
| 2013 | 6th Korea Drama Awards      | Diễn viên mới xuất sắc             | Monstar | Đoạt giải |